# 樟湖風景區
23°35′59″N 120°39′23″E / 23.599711°N 120.656275°E
樟湖風景區是位於台灣雲林縣古坑鄉東部山區的一處旅遊景點。其名得自於當地聚落「樟湖」。該地區的凹地呈圓形湖狀，又因大多在海拔500公尺以上，昔日遍佈樟樹、盛產樟腦，故而得名。

## 樟湖十六景
樟湖風景區內景點計有十六處，又稱「樟湖十六景」：
| - 山海觀 - 千年神木 - 聚仙大石 - 三川幽流 | - 神仙沐浴池 - 樟湖山 - 龍鳳瀑布 - 天長瀑布 | - 地久瀑布 - 長青瀑布 - 璉寶石 - 長橋探幽 | - 清水幽美谷 - 靈泉騰蛟 - 寶島池 - 蛇皇宮 |

該十六處景點散佈在清水溪橋西北面至石橋山莊附近、海拔300公尺至800公尺之間山區，面積約16平方公里。
1999年發生921大地震後，巨仙大石、璉寶石、寶島池、清水幽美谷等四處景點受損或消失，靈泉騰蚊、長青瀑布、神仙休浴地、天長瀑布、三川幽流五處則因道路受損，情況不明。

## 化石展示館
在內湖溪注入清水溪的裸露河床上（樟湖吊橋下方河床），散佈著約5,000平方公尺的貝類化石，厚度約30公分，即所謂「樟湖貝化石密集層」。這些化石大多屬於斧足類，有海扇蛤、錦星善蛤、錐螺、黃玉螺等，其中以扇貝化石最多。經過鑑定後，該等生物估計約於350萬至500萬年前生存，對應地質年代是上新紀早期。現今在樟湖國小旁有一座化石展示館，展示由樟湖貝化石密集層挖掘出來的化石。

## 交通
921大地震發生之後，縣道149甲線於25.273公里至28.676公里之路段中斷，使當地居民無法來往於樟湖、草嶺之間，而前往樟湖風景區的遊客亦需繞道而行。
有二條路線前往樟湖風景區，分別是縣道149線及縣道149甲線：
- 由南投縣出發，可自竹山駛入縣道149線，於大丘園接上與縣道149線共線路段，繼續沿線行駛便抵達[8][10]。
- 由雲林縣出發，可自古坑駛入縣道158甲線，轉入縣道149甲線，於大丘園接上與縣道149線共線路段，繼續沿線行駛便抵達[8][10]。
- 由嘉義縣出發，可自梅山駛入縣道149線，循線行駛便抵達[8]。

## 周邊景點
- 後棟仔挑筍古道
- 萬年峽谷
- 草嶺風景區
- 草嶺地質公園
- 劍湖山世界
- 石壁風景區
- 華山咖啡文化園區